# پنجگور
پنجگور از شهرهای پاکستان است.که جمعیت ان باحومه بیش از۱۰۰۰۰۰نفراست و نزدیکترین شهر دارای فرودگاه  به ایران است.
فاصلۀ شهر پنجگور پاکستان تا شهر سراوان ایران ۲۱۰ کیلومتر است. ارتباط نزدیکی میان مردم سراوان و پنجگور وجود دارد.
1. ↑  «انفجار در نزدیکی مرز ایران و پاکستان 4 کشته و 5 زخمی برجا گذاشت». عصرایران.